# Monotagma tomentosum
Monotagma tomentosum là một loài thực vật có hoa trong họ Marantaceae. Loài này được K.Schum. ex Loes. mô tả khoa học đầu tiên năm 1915.